# Frente Revolucionária Unida
A Frente Revolucionária Unida ou FRU (em inglês: Revolutionary United Front ou RUF) foi um grupo guerrilheiro na Serra Leoa criado por Foday Sankoh, Abu Kanu e Rashid Mansaray, com o apoio do então presidente da Libéria, Charles Ghankay Taylor. A FRU foi um importante participante na guerra civil de Serra Leoa, durante a qual se tornou famoso pelas atrocidades cometidas. As batalhas mais sangrentas entre a FRU e o exército da Serra Leoa ocorreram na região oriental do país, onde se localizam as principais minas de diamantes.

## História
No início, seu slogan era "Sem escravos, sem mestres. Poder e riqueza ao povo". Com fraca propaganda aleatória ideológica, a FRU tinha como objetivo principal conduzir um Golpe de Estado, pois seus líderes estavam insatisfeitos com os abusos de poder e corrupção do governo do então presidente, Joseph Momoh. Seu financiamento era feito principalmente pelos diamantes de sangue, nome dado aos diamantes usados para comprar armamentos durante as guerras civis na África durante a década de 90.
A FRU ficou conhecida pelo uso de crianças-soldado, meninos que eram obrigados a se juntar às forças da milícia e obrigadas a cometer atrocidades, incluindo até assassinar os próprios pais. Estima-se que aproximadamente 50 000 pessoas tenham sido mortas e que existam mais de 500 000 refugiados em nações vizinhas. Após a intervenção da ONU e do exército britânico em 2000, o exército da FRU foi detido e seus líderes presos.
Atualmente, o FRU é um partido político, com Jonathan Kposowa como Secretário-Geral. Nas eleições de 2002, obteve 2,2% dos votos, não conseguindo eleger nenhum representante no parlamento. Seu candidato à presidência, Alimamy Pallo Bangura, obteve 1,7% dos votos.

## Atrocidades
A FRU era notória por mutilar as áreas genitais de suas vítimas, especialmente de crianças. Em resposta imediata a execução de rebeldes por tropas do governo, a FRU passou a decepar as mãos de soldados capturados, com o intuito de passar a mensagem "Você não segura sua arma contra seu irmão". Munidos de facões, rebeldes da FRU amputaram mãos, braços e pernas de milhares de civis. Para entretenimento, alguns rebeldes da FRU apostavam o sexo do feto de uma mulher grávida, então cortavam sua barriga para determinar o vencedor.

## Na cultura
A FRU é citada no filme Lord of War de 2005, com Nicolas Cage, e em Blood Diamond de 2007, com Leonardo DiCaprio. Este último foca o drama da guerra civil na Serra Leoa e a utilização de meninos-soldado, assim como a autobiografia "A Long Way Gone: Memoirs of a Boy Soldier", de Ishmael Beah.